# Star Guitar
«Star Guitar» (с англ. — «Звёздная гитара») — песня английского электронного дуэта The Chemical Brothers, выпущенная в качестве второго сингла с их четвёртого альбома Come with Us (2002). Он занял восьмое место в британском чарте UK Singles Chart, а также второе и первое места в американской и британском танцевальных чартах соответственно. Песня была высоко оценена критиками.
В 2019 году редакция американского журнала Slant Magazine назвала «Star Guitar» лучшей песней The Chemical Brothers.

## Структура
Композиция записана в тональности фа мажор в темпе 127 ударов в минуту. Она содержит четырёхтактовый сэмпл акустической гитары из вступительной части песни «Starman» Дэвида Боуи, отсюда и название — «Star Guitar». Этот сэмпл повторяется на протяжении большей части композиции, перемежаясь с различными музыкальными элементами, играющими поверх него в качестве основной темы. Песня также содержит электронный сэмпл из песни «Fly to Venus» группы Electronic System.

## Музыкальное видео
Снятое Мишелем Гондри музыкальное видео, представляет собой вид из окна мчащегося поезда, проезжающего через города и сельскую местность. Проходящие мимо здания и объекты появляются точно в такт различных музыкальных элементов песни. Видео основано на материале снятым Гондри во время отпуска во Франции — маршрут между Нимом и Валансом был записан им около десяти раз, чтобы получить разные градиенты освещения. В клипе можно увидеть мост Pont du Robinet, а также железнодорожную станцию в коммуне Пьерлатт и города Мирамас и Авиньон. Впоследствии Гондри также экспериментировал с подобным эффектом монтажа в видео на песню Daft Punk «Around the World», где каждый элемент музыки олицетворял отдельный танцор.
Гондри наметил синхронизацию песни на графической бумаге перед созданием видео, «смоделировав» декорации с помощью апельсинов, вилок, кассет, книг, очков и теннисных туфель.

## Отзывы критиков
В рецензии на альбом Come with Us Нэйтан Руни из Pitchfork, счёл эту песню «отклонением электронного дуэта от роли богов биг-бита», отметив, что хоть песня «и не грандиозная, она е такая скучная, как „Hoops“, которая следовала за ней». Ещё один публицист из Pitchfork Media, Скотт Плагенхоф, писал, что первоначально композиция «не производит особого впечатления, но ощущается как 9-я симфония Бетховена на фоне песни „The Test“», записанной совместно с Ричардом Эшкрофтом. Впоследствии он изменил своё мнение, утверждая, что это «фантастическая композиция, которую я сильно недооценил в момент релиза», и что она была одной из «лучших работ дуэта [в 2000-х]».
Отметив, что альбом «пропитан влиянием ретро-вейва», Сэл Чинквемани из журнала Slant Magazine писал, что «Star Guitar» — это «бодрое пост-диско базирующееся на звуке ощетинившихся гитар и синтезаторного баса в стиле Джорджио Мородера». В свою очередь Пэт Блэшалл из Rolling Stone назвал эту песню «неторопливо раскрывающейся», отметив положительные моменты — внутри композиции «мечтательная мелодия вылупляется из множества риталиновых ритмов, что свидетельствует о том, что группу все больше привлекают дезориентирующие сочные мелодии, а не просто адреналиновые гимны».
В 2006 году журнал Slant Magazine поставил «Star Guitar» на 23-е место в списке «100 величайших танцевальных песен», а в 2010 году — на 32-е место в рейтинге «250 лучших синглов 2000-х». В 2009 году издание Pitchfork отметило композицию на 398-й строчке списка «500 лучших треков 2000-х». В 2012 году Fatboy Slim рассказал, что его попросили сделать для песни ремикс, незадолго после её релиза, но он отклонил предложение так как, по его мнению, она и так отлично звучит.

## Список композиций
| UK and Europe CD 1. «Star Guitar» (edit) — 4:00 2. «Base 6» — 6:34 3. «Star Guitar» (Pete Heller’s expanded mix) — 8:30 US and Japan CD 1. «Star Guitar» (edit) — 4:00 2. «Star Guitar» — 6:55 3. «Star Guitar» (Pete Heller’s expanded mix) — 8:30 4. «Star Guitar» (Pete Heller’s 303 dub) — 7:23 5. «Base 6» — 6:34 | UK 12" 1. «Star Guitar» 2. «Star Guitar» (Pete Heller’s expanded mix) UK DVD 1. «Star Guitar» video — 4:00 2. «Star Guitar» — 6:34 3. «Star Guitar» (Pete Heller’s 303 dub) — 7:23 |  |

## Чарт
| Чарт (2002)                         | Высшая позиция |
| ----------------------------------- | -------------- |
| Австралия (ARIA)                    | 52             |
| Бельгия/Фландрия (Ultratip)         | 8              |
| Бельгия/Валлония (Ultratip)         | 10             |
| Бельгия/Фландрия (Ultratop Dance)   | 19             |
| Canada (Nielsen SoundScan)          | 3              |
| Europe (Eurochart Hot 100)          | 37             |
| Финляндия (Suomen virallinen lista) | 15             |
| Германия (GfK)                      | 98             |
| Ирландия (IRMA)                     | 10             |
| Ireland Dance (IRMA)                | 1              |
| Италия (FIMI)                       | 22             |
| Нидерланды (Single Top 100)         | 76             |
| Новая Зеландия (Recorded Music NZ)  | 49             |
| Шотландия (Scottish Singles Chart)  | 8              |
| Испания (PROMUSICAE)                | 1              |
| Швеция (Sverigetopplistan)          | 42             |
| Швейцария (Schweizer Hitparade)     | 73             |
| Великобритания (UK Singles Chart)   | 8              |
| Великобритания (UK Dance Chart)     | 1              |
| США (Billboard Dance Club Songs)    | 2              |

| Чарт (2002)                | Позиция |
| -------------------------- | ------- |
| Canada (Nielsen SoundScan) | 76      |
| UK Singles (OCC)           | 194     |